# Ла Прадера (Озулуама де Маскарењас)
Ла Прадера (шп. La Pradera) насеље је у Мексику у савезној држави Веракруз у општини Озулуама де Маскарењас. Насеље се налази на надморској висини од 10 м.

## Становништво
Према подацима из 2005. године у насељу су живела 3 становника.

### Хронологија
| Година       | 2000 | 2005 |
| ------------ | ---- | ---- |
| Становништво | 5    | 3    |

### Попис
| # | Индикатор                        | Вредност |
| - | -------------------------------- | -------- |
| 1 | Укупно појединачних домаћинстава | 1        |